# Stichasteridae
De Stichasteridae zijn een familie van zeesterren uit de orde van de Forcipulatida.

## Geslachten
- Allostichaster Verrill, 1914
- Cosmasterias Sladen, 1889
- Granaster Perrier, 1894
- Neomorphaster Sladen, 1889
- Pseudechinaster H.E.S. Clark, 1962
- Smilasterias Sladen, 1889
- Stichaster Müller & Troschel, 1840
- Stichastrella Verrill, 1914

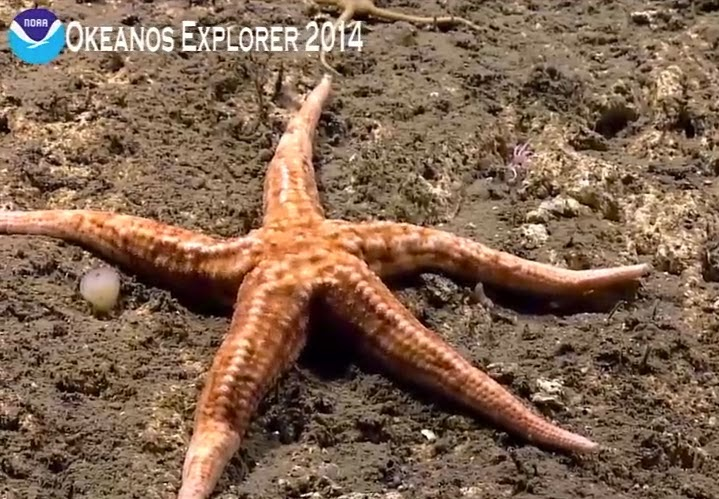
Neomorphaster forcipatus
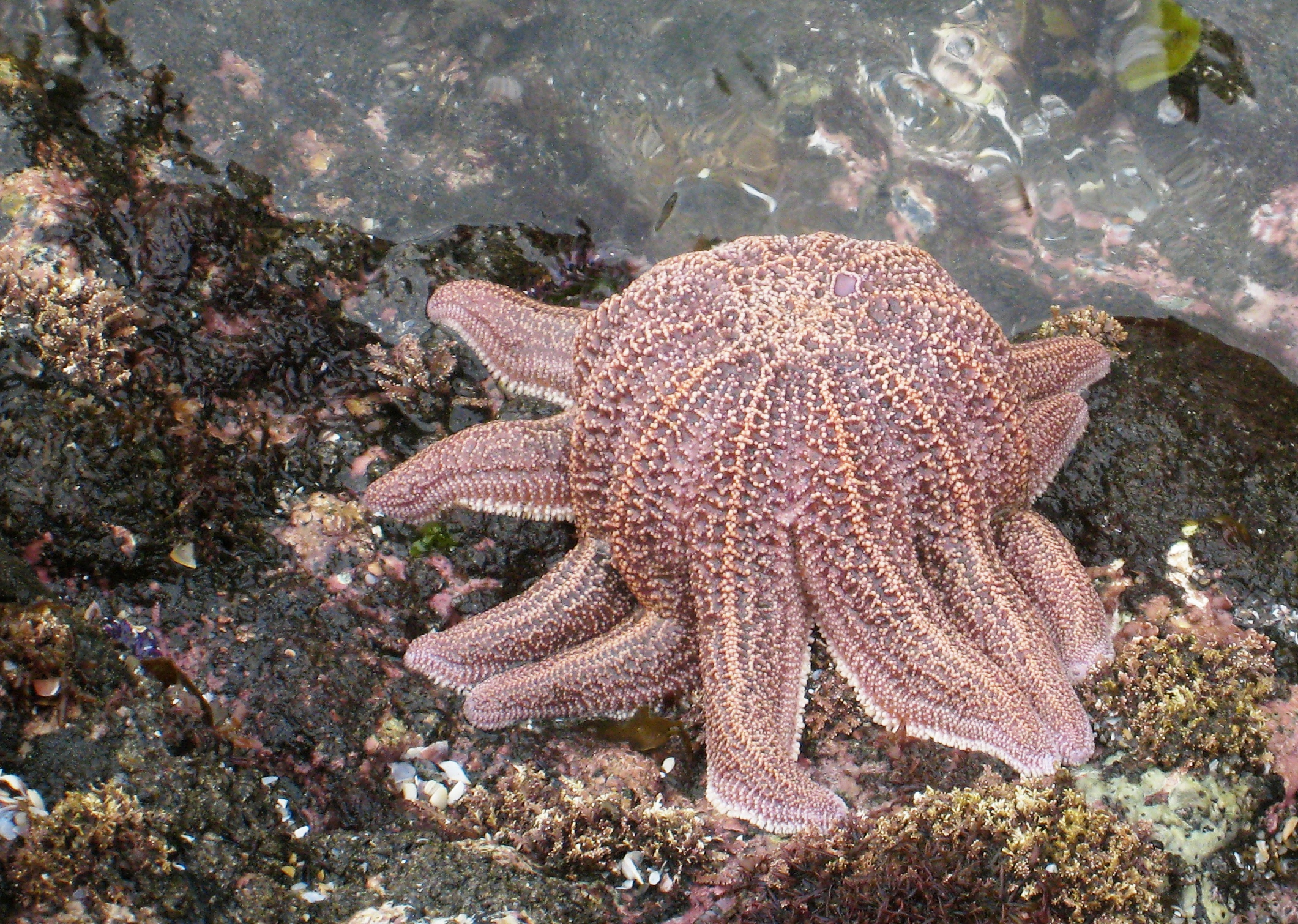
Stichaster australis
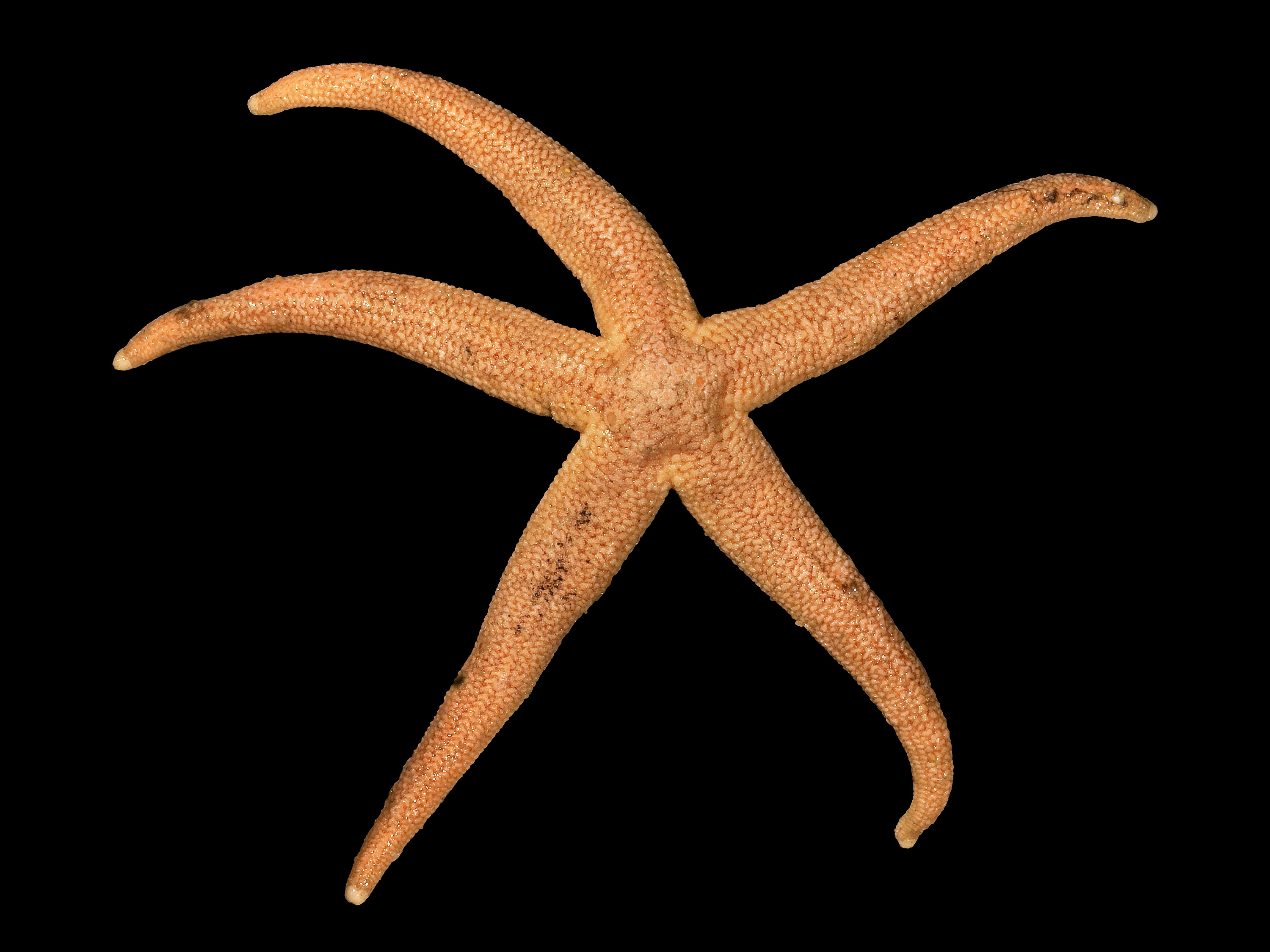
Stichastrella rosea